# Лекозотан
Лекозотан — исследовательское лекарство, разрабатываемое Wyeth Pharmaceuticals с целью улучшения когнитивных функций у больных с болезнью Альцгеймера.
По состоянию на июнь 2008 года, были завершены первые клинические испытания III фазы.

## Механизм действия
Лекозотан является конкурентным, селективным антагонистом 5-HT1A-рецепторов который усиливает выделение ацетилхолина и глутамата в гиппокампе и коре больших полушарий.